# 54 км (зупинний пункт, Кримська дирекція Придніпровської залізниці)
54 кіломе́тр — залізничний пасажирський зупинний пункт Кримської дирекції Придніпровської залізниці на електрифікованій лінії Острякове — Євпаторія-Курорт між станціями Прибережне (9 км) та Євпаторія-Вантажна (3 км). Розташований в місті Євпаторія Автономної Республіки Крим, на пересипу між Чорним морем та лиманом Сасик.

## Пасажирське сполучення
На Платформі 54 км  зупиняються приміські електропоїзди сполученням Євпаторія-Курорт — Сімферополь / Солоне Озеро.